# 庄忠人

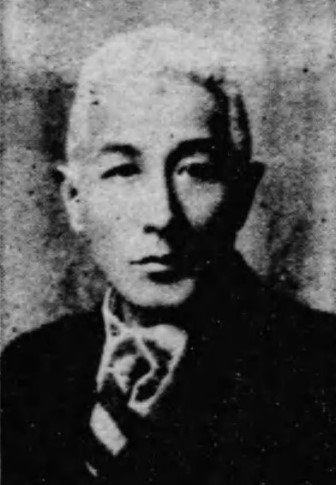
庄忠人

庄 忠人（しょう ただと、1899年〈明治32年〉2月11日 - 1952年〈昭和27年〉10月17日）は、日本の実業家、政治家。衆議院議員。

## 経歴
山口県出身。庄晋太郎の二男として生まれる。早稲田大学で学んだ。
小島炭礦組合頭取、於福無煙炭礦組合頭取、長門無煙炭礦組合頭取、松浜炭礦組合取締役、不二石材工業取締役などを務めた。
政界では、宇部市会議員に就任。1947年4月、第23回衆議院議員総選挙おいて山口県第一区で民主党から出馬して当選し、衆議院議員を一期務めた。
その他、宇部市体育協会長、山口県野球連盟会長、山口県政治協議会常務委員などを務めた。
炭鉱国管疑獄により逮捕され、1952年6月19日に東京地方裁判所で懲役8か月（執行猶予1年）の判決を言い渡された。その後、控訴して争ったが、控訴審の審理途中で死去し、公訴棄却の決定が言い渡された。